# Raddar
Raddar foi um programa de televisão voltado para o público jovem produzido pela TV Anhanguera (afiliada Rede Globo) transmitido para os estados de Goiás e Tocantins e exibido entre abril de 2000 e dezembro de 2006.

## A ideia
Com a ideia de atender ao público jovem, numa época que em Goiás não havia nenhum programa de televisão direcionado a este seguimento os amigos Anselmo Troncoso Guimarães (Anselmo Troncoso - criação e direção) e José Fernandes da Cunha (Juca Fernandes - criação, programação visual e produção) criaram em setembro de 1999 o RADDAR. Durante as gravações do piloto juntaram-se a eles Bernardino Juan Pablo Saguier Moynier (Juan Moynier - cinegrafia) e Damásio Peres da Silva (Dam - edição de imagens). O programa só foi ao ar em abril de 2000 na TV Anhanguera após alguns ajustes da ideia inicial.

## O nome
O nome, ideia de Anselmo, surgiu após uma das reuniões de criação, Juca Fernandes que ficou encarregado da programação visual, para dar mais originalidade a marca incluiu o segundo "D".

## O início
Como a proposta era inovar foi então criado não só quadros muito originais, mas uma nova linguagem fotográfica, de edição e de programação visual. Juan Moynier criou então o estilo fotográfico que até hoje é utilizado não só pelo programa, mas posteriormente por muitos outros programas para jovens que surgiram depois, uma câmera que balança, com cores bem fortes e definidas. Damásio Peres criou a linguagem de edição, com cenas curtas, quase estroboscópicas, e ruído de vídeo (este último posteriormente retirado) e Juca Fernandes criou a hoje conhecida marca dos três anéis verdes bem como a programação visual que utilizava muito preto (cor normalmente evitada em televisão na época).

## O conteúdo
Quanto ao conteúdo algumas diretrizes básicas foram traçadas e são seguidas até hoje, sendo elas:
- Mostrar e incentivar os eventos e as produções culturais dos jovens de Goiás e Tocantins.
- Inovar, fazer sempre diferente, ousar.
- Dar voz aos jovens de Goiás e Tocantins, mostrando seus costumes e o que pensa.
- Não incentivar maus hábitos (fumo, bebidas alcoólicas e drogas).
- Levar informação de qualidade com responsabilidade e credibilidade.

## Dificuldades iniciais
Por causa da sua proposta excessivamente inovadora o RADDAR quase não foi ao ar, já que havia muita resistência em relação as novidades apresentadas, mas a TV Anhanguera após longa discussão com seus idealizadores resolveu arriscar e num sábado de abril de 2000, com a frase da primeira apresentadora Lyana Fraga: "... se liga! o RADDAR está no ar!" o programa deixou de ser apenas uma ideia e passou a ser real.

## O sucesso
O programa de imediato foi muito bem aceito pelo público jovem, mas a grande surpresa foi a grande aceitação que obteve em outras faixas etárias. O RADDAR rapidamente se tornou sinônimo de juventude. Atualmente a credibilidade do programa é tamanha que não só faz matérias nos estados que cobre, mas também em outros locais do país e do mundo. Reconhecido por artistas de renome nacional e internacional, o RADDAR continua mostrando e incentivando os jovens artistas de Goiás e Tocantins.

## O final
Após quase sete anos o Programa RADDAR sai do ar no dia 27 de janeiro de 2007. Apesar de sempre ter sido um sucesso junto a população goiana e tocantinense, o seu insucesso comercial provocado por disputa de poder entre diretores da OJC causou o seu final. Muitos o amaram, muitos o odiaram, mas, apesar das críticas, o que é verdade é a inegável contribuição que o mesmo deu a cultura e a música produzida no estado de Goiás.

## Artistas entrevistados
Segue abaixo a lista de todos os artistas entrevistados pelo RADDAR desde 2000.

### Regionais
- Além da Lenda
- DOMINUS TECUM
- Nebula
- Angels
- Outra Face
- Agnes
- Outdoor
- Atma
- Oficina G3
- Arsenal
- Pugna Puf
- Andréia Vieira
- P.O. Box
- Art Sanna
- Pitwawa
- Altha Volthagem
- Pó de Giz
- Asa Livre
- Quack
- Barfly
- Rainy Aghata
- Bellla Utopia
- RH Positivo
- Br@sa
- Stronders
- Bluesmerang
- Sambagunça
- Badabadi
- Senores
- Casa Bizantina
- Sentido Contrário
- Cruzorff
- Snowblind Tocantins
- Canvas
- Som Cave
- Djalma de Assis Corrêa Neto
- Cisko no Olho
- Só Pegano
- Caçadores de Harmonia
- Sunroad
- Comeckchama
- Sociedade Black
- Cia de Jesus
- Swing Brasil
- Caras Legais
- Sprubles
- Conexao Suburbana
- SK2
- Cowgirl Brasil
- Trama D
- Daniel Lobo
- Take 2
- Di Lua
- Terrakius
- Devanir
- Testemunha Ocular
- Elffus
- TNYFBB
- Elétrons
- Trevo
- Freddy T- Racks
- Uniao Racial
- Face a Face
- Victor G
- Franco Levine
- Vertigem Nacional
- Flores Indecentes
- Valéria Costa
- Guetsu
- Vítor
- Guind'art 121
- Vento Azul
- Ganna
- Vícios da Era
- Henrique
- Val Hala
- Heavens Guardian
- Wilson Júnior
- Inbleeding
- Willian Borjazz
- Inocentes
- 0800
- Jokerman
- Zabumba Beach
- Juckes
- 1o Pedra
- Jhonix
- Bob Hits
- K-2
- Rapel
- Kelly e Thiago
- Greice Venturine
- Kmci
- Maurício Vilas Boas
- Mr. Gyn
- Violins
- Marco Anthoninni
- Bob Hits
- Maristela Muller
- Cordel do Fogo Encantado
- Mamma Jamma
- BugiGanga
- C.L. A POSSE
- Mandala
- Agatha
- Meia Point
- Nicks
- Mawericks
- Nechiville
- Moby Dick
- Pequi
- Mechanics
- Violins
- Maíra
- Rapel
- MC Alisson
- Nila Branco
- Necropsy Room
- Sincocaos
- Oficina Rock

### Brasileiros
- Araketu
- Liah
- Asa de Águia
- Latino
- Angra
- Maskavo
- As Meninas
- Marisa Monte
- Afro-X
- Marjorie Estiano
- Ata Darc
- Marcelo D2
- Beijo
- Natirut's
- Babado Novo
- Nando Reis
- Blues Etílicos
- Nação Zumbi
- Biquíni Cavadao
- O Rappa
- Branco Melo
- O Surto
- Brenner Bianco
- Otto
- Barão Vermelho
- PR-5
- Cássia Eller
- Planta e Raiz
- CPM 22
- Paralamas do Sucesso
- Capital Inicial
- Patu fú
- Cidade Negra
- Paulo Miklos
- Calypso
- Pitty
- Chiclete com Banana
- Penélope
- Charlie Brow Jr.
- P.O.Box
- Cheiro de Amor
- Rapazzola
- Dead Fish
- Rafael Greick
- Djavan
- RPM
- Detonautas
- Raimundos
- DJ Marky
- Ratos de Porão
- Dr. Sin
- Rasta Pé
- Engenheiros do Hawaii
- Rita Lee
- É o Tchan
- Rodox
- Falamansa
- Rumbora
- Fábio Jr.
- Skank
- Fernanda Abreu
- Supla
- Fernanda Porto
- Shaaman
- Felipe Dylon
- Sepultura
- Frejat
- Terra Samba
- Ivete Sangalo
- Tati Quebra Barraco
- Ira!
- Tianastácia
- Ítolo Carlo
- Titas
- Jota Quest
- Tihuana
- Kaleidoscópio
- Tribo de Jah
- KLB
- Twister
- Kid Abelha
- Ultraje a Rigor
- Kelly Key
- Zeca Baleiro
- LS Jack
- Wanessa Camargo
- Lobão
- Wilson Sidera
- Los Hermanos

### Internacionais
- Alanis Morissette
- Live
- Cake
- Infected Moshoroom
- Bride
- Mudhoney
- Void
- Black Eyed Peas
- Deep Purple
- Oasis
- Evergrey
- DJ Derrick May
- Doble You
- R.E.M.
- DJ Tiesto
- Skazi
- Fat Boy Slim
- Simply Red
- Paranormal Atack
- GMS
- Foo Fighters
- The Pretenders
- Paul Diano
- 1200 MICS
- Gloria Gaynor
- Men At Work